# 인도계 파키스탄인
인도계 파키스탄인(힌디어: भारतीय पाकिस्तानी लोग; 우르두어: ہندوستانی پاکستانی عوام)은 일반적으로 파키스탄에서 일하거나, 공부하거나, 일반적으로 거주하는 인도인들을 국외 거주자로 지칭한다. 또한 파키스탄인과 결혼한 인도인 배우자의 인도인 이민도 포함된다.

## 역사
인도와 파키스탄은 국경을 공유하기 때문에 이민이 발생한 역사가 있다. 1979년과 1981년 사이에 파키스탄에 불법체류한 인도인은 약 18,302명으로 추정되었다. 1995년 파키스탄 정부 통계에 따르면, 신드주 카라치에는 수천 명의 인도 이민자들이 살고 있는 것으로 추정되고 있다.
2005년 인도 정부는 파키스탄 감옥에 1,348명의 인도인이 있다는 것을 인정했는데, 여기에는 민간인, 포획한 어부, 유죄 판결을 받은 범죄자, 전쟁 포로가 포함된다. 인도는 인도의 유명한 지하세계의 돈인 다우드 이브라힘이 파키스탄의 카라치에 살고 있다고 주장했지만, 파키스탄은 이 주장을 거부했다. 파키스탄의 전 대통령 페르베즈 무샤라프는 이브라힘이 "파키스탄의 많은 사람들에게 '높은 존경'을 받고 있다"고 말했다. 2008년 인도 외무부는 파키스탄 펀자브주 라호르에서 발생한 일련의 대량 자살 폭탄 테러 이후 자국민들에게 파키스탄 여행을 자제할 것을 권고했다. 2013년 현재 파키스탄 교도소에서 복역 중인 인도인은 1,184명이다.

## 저명한 인물
- 이스칸데르 미르자 - 파키스탄의 제1대 대통령
- 후세인 샤히드 수라와르디 - 파키스탄의 제5대 총리
- 무함마드 마흐무드 알람 - 파키스탄의 전투기 조종사
- 맘눈 후세인 - 파키스탄의 제12대 대통령

## 같이 보기
- 인도의 분할
- 방글라데시계 파키스탄인